# Bedanda
Bedanda é um sector da região administrativa de Tombali na Guiné-Bissau com 1.142,6 km2.

## Geografia
Equivalente à peninsula de Cubucaré Península que fica na zona sul da Guiné-Bissau, a cerca de 25 km de Catió. Tem como principais povoações, Cabuxanque, Imberem, Guiledje, Medjo, Cabedu, Cafal, Darsalam, Cadique, Bedanda. E é composta por quatro regulados, Medjo e Imberém (Fula), Cadique e Cabedu (Nalu).

## Aspectos Religiosos
Pertence a Diocese de Bafatá e é governada por D. Pedro Zilli, Bispo católico de nacionalidade brasileira.

## Habitantes
Bedanda Encossa de seu verdadeiro nome, é predominantemente habitada pela tribo Balanta, uma minoria Fula, uma minoria Mandinga, e outras de menor número.

## Educação
Dois sistemas de ensino antes da descolonização em 1974:
- 1 - Escola Primária Oficial  - destinada aos colonos portugueses, seus colaboradores, pessoas assimiladas (como por exemplo Cristãos de Geba,Cristãos de Cacheu, etc), Deslocados - Feiticeiros e outros fugidos "DE IRÃ CANÇARRÉ" de Bissau para outras zona da Guiné-Bissau que não assumiam a sua verdadeira Tribo porque tanto a zona de Geba como de Cacheu são predominantemente habitadas por Mandingas e Fulas, e Manjacos, respectivamente.
- 2 - Escola da Missão Católica - Pertencente ao PIME/VATICANO (responsabilidade assumida por uma concordata entre a Santa Sé e o Estado Português) - destinada aos indígenas, e outras pessoas.